# Płyta ochocka

Płyta północnoamerykańska zaznaczona na brązowo

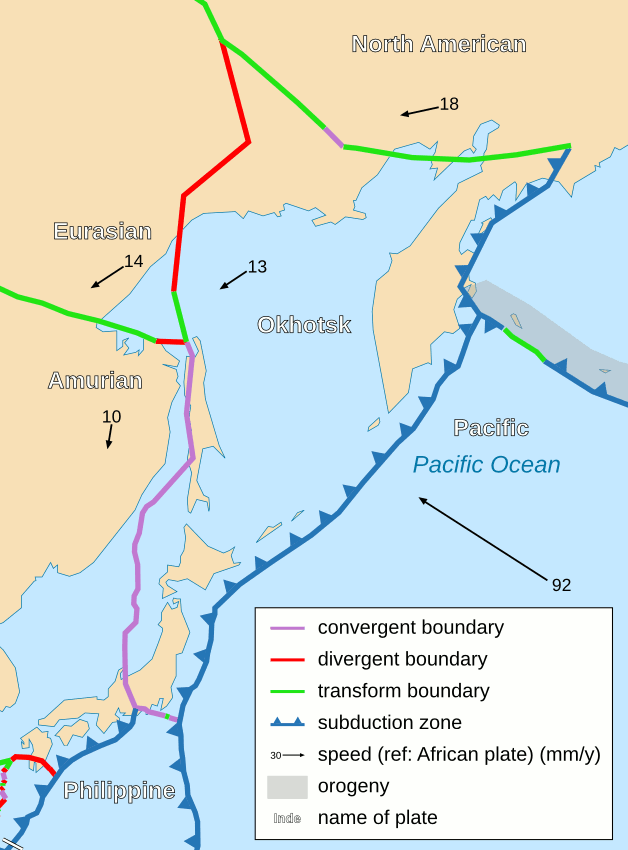
Płyta ochocka

Płyta ochocka (ang. Okhotsk Plate) − niewielka płyta tektoniczna, położona między płytą północnoamerykańską na północy, płytą pacyficzną na południowym wschodzie, płytą filipińską na południu i płytą eurazjatycką na zachodzie. Granicą z płytą pacyficzną i częściowo z płytą północnoamerykańską jest Rów Kurylsko-Kamczacki.
Płyta ochocka obejmuje Hokkaido, północną część Honsiu, Wyspy Kurylskie, Kamczatkę, fragment stałego lądu Azji oraz niemal całe Morze Ochockie, od którego wzięła nazwę.
Przez większość autorów nie jest traktowana jako osobna płyta, a co najwyżej jako część płyty północnoamerykańskiej.